# Comando de Aeródromo A (o) 31/VII
El Comando de Aeródromo A (o) 31/VII (Flieger-Horst-Kommandantur A (o) 31/VII) fue una unidad de la Luftwaffe durante la Segunda Guerra Mundial.

## Historia
Fue formado el 15 de junio de 1944 en Ansbach, a partir del Comando de Aeródromo A (o) 15/XII.

## Comandantes
- Mayor Georg Steinsiek – (15 de junio de 1944 – 8 de mayo de 1945)

## Servicios
- junio de 1944 – mayo de 1945: en Ansbach bajo el Comando de Base Aérea 14/VII.

## Orden de Batalla

### Unidades adheridas
- Comando de Pista de Aterrizaje Unterschlauersbach (en noviembre de 1944)